# ایمی چو

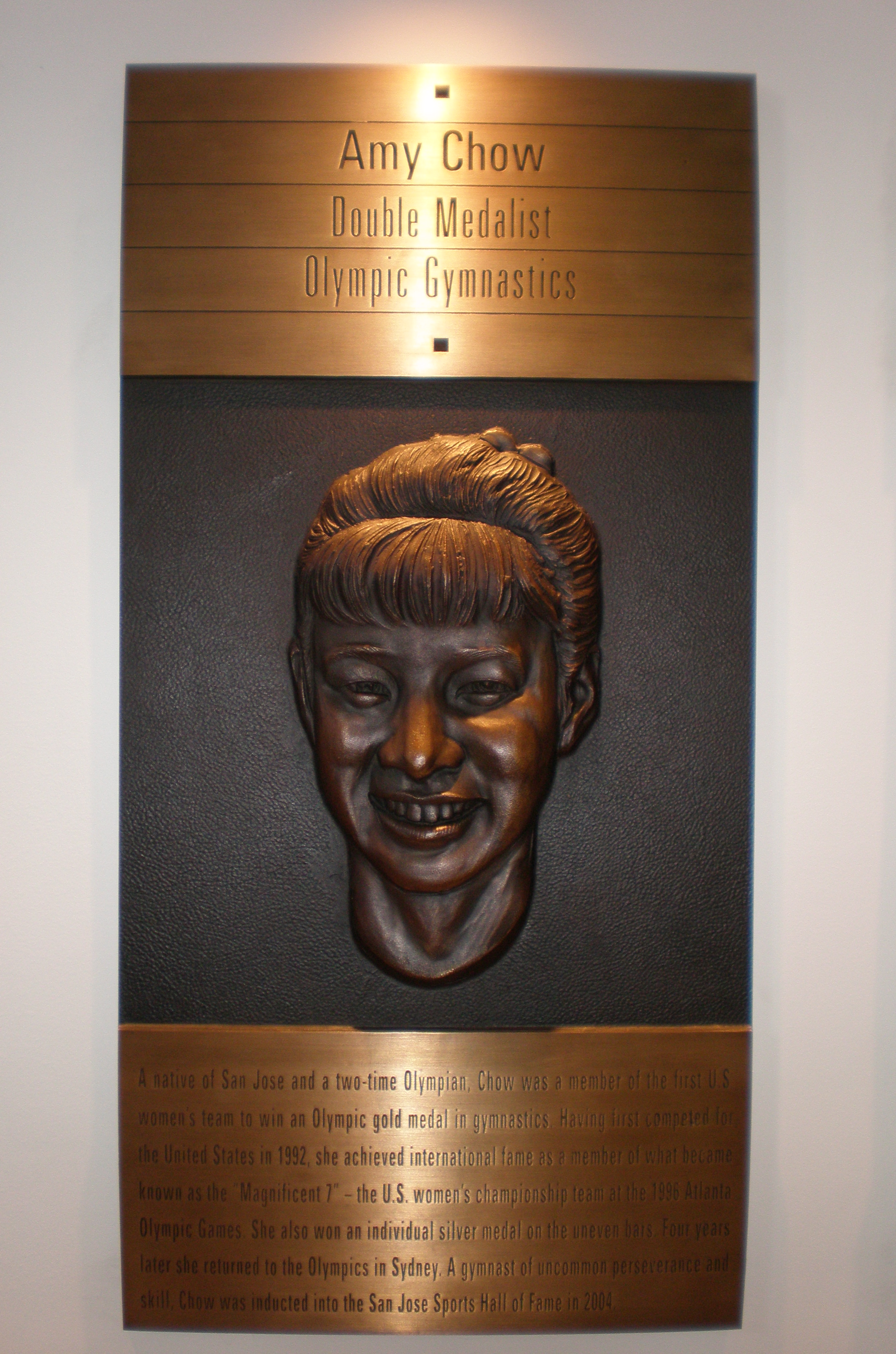
لوح «ایمی چو» در تالار مشاهیر ورزشی سن خوزه، کالیفرنیا

ایمی چو ((به انگلیسی: Amy Chow) زادهٔ ۱۵ مهٔ ۱۹۷۸) ژیمناست اهل کشور ایالات متحده آمریکا است.